# Germain Houde
Pour les articles homonymes, voir Houde.
Germain Houde (14 décembre 1952) est un acteur québécois, natif de Petit-Saguenay.

## Biographie
Il est diplômé du Conservatoire d'art dramatique de Québec de l'année 1976. En 2012, il gagna l'Artis du Gala Artis dans le rôle masculin / Téléromans.

## Théâtre
- Macho, Macho Man de Jean-Pierre Bergeron théâtre du Vieux-Québec, 1980
- Les Jumeaux d'Urantia de Normand Canac-Marquis (Théâtre d'Aujourd'hui, 1989)

## Filmographie
- 1979 : Mourir à tue-tête : Le violeur
- 1980 : Les Bons Débarras : Guy
- 1983 : Lucien Brouillard : détective
- 1985 : Shellgame (TV) : Andre Crystal
- 1986 : La Bioéthique: une question de choix - L'homme à la traîne
- 1987 : Un zoo la nuit : Charlie
- 1987 : Prettykill : Jacque Mercier
- 1988 : Avec un grand A - Danielle et Robert (TV) : Robert
- 1988 : La Nuit avec Hortense
- 1989 : The Rainbow Warrior Conspiracy (TV) : Mafart
- 1990 : Terminal City Ricochet
- 1990 : Les Filles de Caleb (série télévisée) : Caleb Bordeleau
- 1991 : Love-moi : Charles
- 1991 : Lance et compte : Le retour du chat (TV)
- 1991 : L'assassin jouait du trombone : Augustin Marleau
- 1992 : Scoop (série télévisée) : Remi Chagnon
- 1992 : Montréal ville ouverte (feuilleton TV) : Henri Forgues
- 1992 : Léolo : Teacher
- 1994 : Craque la vie! (TV) : Richard Beaudoin
- 1994 : Le Secret de Jérôme : Jean Nicholas
- 1994 : Les grands procès : Me Oscar Gagnon
- 1995 : 10-07: L'affaire Zeus (série télévisée) : Jean Beauregard
- 1997 : Le Volcan tranquille (série télévisée) : Marc-Aurèle Dessables
- 1997 : Omertà II - La loi du silence (feuilleton TV) : Carol Léveillée
- 1997 : La Vengeance de la femme en noir : Augustin Marleau
- 1997 : Matusalem II : le dernier des Beauchesne : Père Lachaise
- 1998 : Caserne 24 (série télévisée) : Albert Chabot
- 1999 : Omertà, le dernier des hommes d'honneur (série télévisée) : Carol Léveillée
- 2001 : Dans une galaxie près de chez vous (série télévisée) : Le Prince Cuisse de Lion
- 2002 : Tabou (série télévisée) : Bertrand Vandelac
- 2002 : La Mystérieuse mademoiselle C. : Ministre de l'éducation
- 2004 : Temps dur (série télévisée) : Paul Beaupré
- 2005 : Le Survenant : David Desmarais
- 2005 : Saints-Martyrs-des-Damnés : White
- 2005 : Les Invincibles (série télévisée) : Alain Robitaille
- 2005 : L'Est de la brúixola
- 2005 : La Promesse (série télévisée) : Yves
- 2008 : René Lévesque - Le destin d'un chef : Jacques Parizeau
- 2008 : La Ligne brisée : Roman
- 2010 : 2 frogs dans l'Ouest : père de Marie Deschamps
- 2010-2011 : Mirador : Pierre Robichaud
- 2011 : Le Bonheur des autres : Raymond
- 2011 : La Peur de l'eau : Roméo Richard
- 2012 : Vertige (série TV) : Gilles Roussel
- 2013 : 30 vies (série TV) : Daniel Bouchard
- 2014-2016 : Les Jeunes Loups : Samuel St-Laurent
- 2015 : L'Origine des espèces de Dominic Goyer : Michel Laforêt
- 2015-2016 : Le Clan : Réjean Marcil
- 2016-2019 : Ruptures : Juge Normand Ravarie
- depuis 2017 : Trop. : Clément Desbiens
- depuis 2017 : Victor Lessard : Henri Lessard
- 2018 : La Bolduc : Conrad Gauthier
- 2019 : Alerte Amber : Gilbert Charbonneau

## Récompenses et nominations

### Récompenses
- 1981 - Prix Génie du meilleur acteur de soutien dans Les Bons Débarras
- 1988 - Prix Génie du meilleur acteur de soutien dans Un zoo la nuit
- 1991 - Prix Gémeaux du meilleur rôle de soutien masculin dans Les Filles de Caleb
- 2002 - Prix Gémeaux du meilleur premier rôle masculin : série ou émission dramatique dans Tabou
- 2008 - Prix Gémeaux du meilleur rôle de soutien masculin : téléroman dans La Promesse
- 2009 - Prix Gémeaux du meilleur rôle de soutien masculin : dramatique dans Les Invincibles
- 2012 - Prix Artis, Meilleure interprétation rôle masculin : téléroman québécois dans La Promesse